# Edmund of Langley, 1. Duke of York

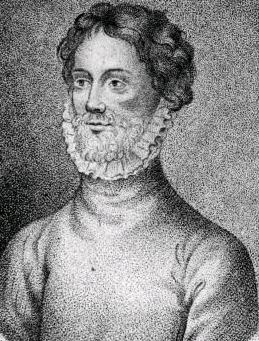
Edmund of Langley

Wappen des Edmund of Langley, 1. Duke of York

Edmund of Langley, 1. Duke of York KG (* 5. Juni 1341 Kings Langley, Hertfordshire; † 1. August 1402 ebenda) war ein englischer Prinz und Begründer des Hauses York.

## Herkunft
Edmund war der vierte Sohn des englischen Königs Eduard III. und dessen Ehefrau Philippa von Hennegau, der das Erwachsenenalter erreichte. Seine älteren Brüder waren Edward of Woodstock, Prince of Wales, genannt der „Schwarze Prinz“, Lionel of Antwerp, 1. Duke of Clarence sowie John of Gaunt, 1. Duke of Lancaster. Sein jüngerer Bruder war Thomas of Woodstock, 1. Duke of Gloucester.

## Wirken
1362 wurde Edmund zum Earl of Cambridge erhoben und diente in der Folge in einigen militärischen Expeditionen in Spanien und Frankreich. Eduard III. und dessen ältester Sohn Eduard waren eine enge Allianz mit Peter I., dem Grausamen, von Kastilien eingegangen, um so Frankreich in die Zange nehmen zu können, doch führten Thronstreitigkeiten zwischen Peter und dessen Halbbruder Heinrich II. von Trastamara für England eher in ein jahrelanges unproduktives Scharmützel in Kastilien selbst.
Edmund heiratete in diesem Zusammenhang aus politischer Abwägung seiner Familie 1372 Isabella von Kastilien, die Tochter Peters I., der 1369 von Heinrich II. eigenhändig ermordet worden war. Allerdings folgte Heinrich II. 1379 dessen Sohn Johann I., der sich wie sein Vater gegen England stellte. Bereits 1371 hatte Edmunds Bruder John of Gaunt die älteste Tochter Peters I., Konstanze von Kastilien, geheiratet, die mangels eines männlichen Erben die Ansprüche ihres Vaters auf den kastilischen Thron geerbt hatte. Johann versuchte in der Folge mehrfach, die kastilische Krone zu erringen, und setzte hierzu Edmund, der gleichzeitig sein angeheirateter Schwager war, passend ein.
Als Eduard III. 1377 starb, wurde Edmund als einer der drei noch lebenden Onkel des neuen Königs Richard II. in den Regentschaftsrat berufen, wobei er aber im Gegensatz zu seinen Brüdern Johann und Thomas kaum mit eigenen Positionen in Erscheinung trat.
Von 1376 bis 1381 hatte Edmund den Titel des Lord Warden of the Cinque Ports. 1381 bis 1382 nahm er an einer praktisch erfolglosen Mission gegen Johann I. von Kastilien zur Entlastung von Englands Bündnispartner König Ferdinand I. von Portugal teil. 1385 zog er gegen die Schotten zu Felde und wurde zum Duke of York ernannt.
Nach Isabellas Tod 1392 vermählte er sich mit Johanna Holland, Tochter von Joan of Kent aus ihrer Ehe mit Thomas Holland, 1. Earl of Kent (Haus Holland), und über die zweite Ehe ihrer Mutter Stieftochter von Edmunds ältestem Bruder Eduard. Johanna Holland war wie Edmund ein Urenkelkind Eduards I. Diese Ehe blieb kinderlos.
1394 bis 1395 agierte er während des Irlandfeldzuges seines Neffen Richard II. als Regent und wurde 1399 zu dessen zweiten Feldzug gegen die Nachbarinsel erneut als Regent eingesetzt. Der Sohn Johanns von Gent, Heinrich Bolingbroke, nutzte die Abwesenheit des Königs, um aus seinem Exil nach England zurückzukehren und den Thron zu beanspruchen. Sein Onkel Edmund bot ihm kaum Gegenwehr und schloss sich ihm schließlich an. Richard II. wurde gestürzt und Bolingbroke als Heinrich IV. gekrönt.
1402 starb Edmund an seinem Geburtsort.

## Würdigung
Edmund ist der einzige Sohn Eduards, der augenscheinlich nie eigenen persönlichen Ehrgeiz entwickelte. Eduard engagierte sich als Thronfolger im Hundertjährigen Krieg als Heerführer, Lionel von Antwerpen bemühte sich, die schottische Königskrone zu erringen, John of Gaunt versuchte, sich die Krone Kastiliens zu sichern, und Thomas Woodstock strebte möglicherweise selbst nach der englischen Krone. Neben diesen Persönlichkeiten wirkt Edmund blass und unentschlossen, doch hat er sich anders als seine – letztendlich in ihrem Streben nach Kronen jeweils erfolglosen – Brüder praktisch keine dauerhaften Feindschaften eingehandelt.
Seine Bedeutung für die Geschichte resultiert aus der folgenreichen Hochzeit seines Sohnes Richard of Conisburgh, 1. Earl of Cambridge, mit Anne Mortimer, einer Urenkelin Lionels von Antwerpen. Über diese Beziehung werden die Linien des zweitältesten und des viertältesten Sohnes Eduards III. vereinigt, und schon Edmunds Enkel Richard Plantagenet, 3. Duke of York, wird seinen Thronanspruch gegen die von John of Gaunt abstammenden Lancasterkönige geltend machen, was letztendlich zum Ausbruch der Rosenkriege 1455 führen wird.

## Nachkommen
Aus der Ehe mit Isabella von Kastilien entstammen drei Kinder:
- Edward of Norwich, 2. Duke of York (* 1373, † 25. Oktober 1415), gefallen in der Schlacht von Azincourt
- Richard of Conisburgh, 1. Earl of Cambridge (* 1375, † 5. August 1415), wegen Verrats kurz vor der Kampagne Heinrichs V. gegen Frankreich hingerichtet. Er war der Großvater Eduards IV. und Richards III.
- Constance Langley (* um 1374, † 29. November 1416), ihre Urenkelin Anne Neville war die Gemahlin Richards III.

Die Ehe mit Johanna Holland blieb kinderlos.